# Michael Delura
Michael Delura (Gelsenkirchen, 1 juli 1985)  is een Duits-Poolse voetballer. Hij kan zowel op middenveld als aanvallend spelen. Hij speelt bij VfL Bochum.
Delura speelde in zijn jeugd voor DJK Falke Gelsenkirchen, VfB Gelsenkirchen en SG Wattenscheid 09. In 1999 kwam hij naar Schalke 04, waar hij in 2005 nipt het kampioenschap mee misliep en tevens verloor hij in datzelfde jaar ook de bekerfinale. In het seizoen 2005/2006 werd hij door Schalke '04 uitgeleend aan Hannover 96. In 2006 wordt hij uitgeleend aan Borussia Mönchengladbach. Borussia Mönchengladbach wil hem echter niet langer als één seizoen. Dit brengt hem in 2007 bij het Griekse Panionios, dat getraind wordt door de Duitser Ewald Lienen.